# 中島美嘉
中島 美嘉（なかしま みか、1983年〈昭和58年〉2月19日 - ）は、日本の歌手、俳優。鹿児島県日置郡伊集院町出身。所属事務所はアワーソングス。所属レコード会社はソニー・ミュージックアソシエイテッドレコーズ。公式ファンクラブ名は「LOTUS」。

## 略歴
鹿児島県日置郡伊集院町の、山に登って行き数軒しか家が無い中の一軒で育つ。1996年（平成8年）、中学2年生の時に鹿児島市内に転校。転校先で馴染めず、友達の通う中学校に一緒に通っていた。1998年（平成10年）に鹿児島市立天保山中学校卒業後、高校には進学せず、約1年間地元のファーストフード店などを中心に友達4人と共同生活をしながらアルバイトをしていた。
1999年（平成11年）、福岡県福岡市に移り住み、アパートの一室で集団生活をしながらモデルのアルバイトを始める。オーディションを受ける為に福岡県の事務所に所属していた。福岡と鹿児島を行き来することが多かった。「小さい時からコンプレックスだったんですよ、声が…。みんなの前で声を出すのがイヤでイヤで。だから授業中も発言できないし、音楽の時間も歌わなかった」と、もともと歌手志望ではなかった。歌唱を教えていた元three tight bのギター兼ボーカルである濱洋一は、その声を聴いて「歌をやった方が良いんじゃない？」とアドバイスし、これが歌手を目指すきっかけとなった。
2000年（平成12年）秋、モデルとしてさまざまなオーディションにチャレンジする一方で、歌手になることを夢見て、ソニー・レコードに1本のデモテープを送る。これは、濱が歌のついていない自分の曲「愛してる」を自身に歌わせてデモ・テープをレコード会社・ソニーミュージックに送ったもの。後日、何も知らされないまま『歌』と『演技』のオーディションを受験した。
2001年
- デモテープを聴いたソニー・レコードのスタッフは、その声に惹かれ、ソニー・レコードが主催するボーカルオーディション「SD SINGERS REVIEW」に出場させ、中島はそれに合格する[4][10]。また、テレビドラマのヒロイン役オーディションにもチャレンジし、およそ3,000人が参加したオーディションを勝ち抜いてヒロインとして抜擢される[10]。
- 10月、テレビドラマ『傷だらけのラブソング』（フジテレビ系放送、関西テレビ制作）で俳優としてデビュー。
- 11月7日、『傷だらけのラブソング』の主題歌「STARS」をリリースし、歌手デビュー。

2002年
- 7月1日から9月16日まで、日本テレビ系列で放送された読売テレビのテレビドラマ『私立探偵 濱マイク』に準主演としてレギュラー出演。
- 8月28日、ファースト・アルバム『TRUE』をリリース。オリコン初登場1位となりミリオンセラーを記録した。
- 12月、第44回日本レコード大賞最優秀新人賞など、数々の音楽新人賞を受賞し、『第53回NHK紅白歌合戦』にも初出場を果たした。

2003年
- 9月13日、初出演した映画『偶然にも最悪な少年』が公開。
- 11月6日、2枚目のアルバム『LØVE』をリリース、オリコン初登場1位となる。発売から1ヶ月経たずにミリオンセラーを記録、累計150万枚以上を売り上げた。このアルバムは韓国でもヒット、「3万枚を超えればミリオン級」と言われる中で5万枚を売り上げ、宇多田ヒカルと浜崎あゆみを押さえて同国でのJ-POPトップ歌手としての地位を固めた[11][12]。
- 12月31日、第45回日本レコード大賞にてベスト・アルバム賞、金賞、作詞賞を受賞。『第54回NHK紅白歌合戦』に出場。

2004年
- 8月20日、『爽健美茶限定 中島美嘉ビューティフルライブ2004』と題した完全招待制プレミアム・ライヴで葉加瀬太郎とコラボレーション[13]。それに伴ってリリースされたコラボレート限定ミニアルバム『朧月夜〜祈り』は即日完売した。
- 12月31日、『第55回NHK紅白歌合戦』に出場。

2005年
- 3月9日、3枚目のアルバム『MUSIC』をリリース。オリコンウィークリーアルバムチャートで2週連続1位を獲得した。
- 9月3日、矢沢あいの人気漫画を原作にした主演映画『NANA』（東宝系）が公開される[注釈 2]。「NANA starring MIKA NAKASHIMA」名義でリリースした同映画の主題歌「GLAMOROUS SKY」もヒットし、自身初のオリコンシングルチャート1位を記録、2週連続で首位をキープした（プラネットシングルチャートでは3週連続1位）。年間オリコンシングルチャートでは女性で唯一のトップ10入りを果たす。またこの映画での演技が認められ、第29回日本アカデミー賞の優秀主演女優賞や新人俳優賞など数々の賞を受賞した。
- 12月31日、第47回日本レコード大賞にて、NANA starring MIKA NAKASHIMAとして共演の伊藤由奈（REIRA starring YUNA ITO）とともに映画『NANA』で「特別賞」を受賞。
- 12月7日、初のベスト・アルバム『BEST』をリリース、発売1ヶ月でミリオンセラーを達成した[15]。韓国でも3万枚を売り上げた[12]。
- 12月31日、『第56回NHK紅白歌合戦』に出場。

2006年
- 2月22日、17枚目のシングル「CRY NO MORE」をリリース。そのPV撮影などのために前年末にアメリカ合衆国メンフィス市を訪れた際、同市が2005年（平成17年）8月に米南部を襲った大型ハリケーン「カトリーナ」の被災者の避難先であることを知って市長を訪問し「復興の手助けをしたい」と話したことがきっかけで、メンフィス名誉市民の称号を得る。日本人女性歌手として初めて同市でレコーディングしたことも受賞理由のようで、1月中旬に受賞を記念した鍵が送られてきたという[16]。
- 6月7日、前年のハリケーン・カトリーナによって大きな被害を受けたニューオーリンズ（ルイジアナ州）へのチャリティー・シングル「ALL HANDS TOGETHER」をリリース。売り上げの一部は、ニューオーリンズへ復興支援のために寄付をする[17]。
- 9月16日、カメオ出演したアメリカ映画『ワイルド・スピードX3 TOKYO DRIFT』が公開される。
- 12月9日、主演映画『NANA2』が公開。前作に引き続き、主題歌「一色」も手がける。このシングルも「NANA starring MIKA NAKASHIMA」名義。
- 12月31日、『第57回NHK紅白歌合戦』に出場。

2007年
- 3月14日、オリジナルとしてはおよそ2年ぶりとなる4枚目のアルバム『YES』をリリース。
- 4月6日から7月30日まで4ヶ月にわたって全国ツアー『MIKA NAKASHIMA CONCERT TOUR 2007 YES MY JOY』を行う。全国34ヶ所、45公演で開催された同ツアーは10万人以上の動員数を記録する。
- 8月22日、23枚目のシングル「LIFE」をリリース。「GLAMOROUS SKY」以来のCD売上げ10万枚越えのヒットとなる。
- 12月2日、「サントリー1万人の第九」に25回目のゲストとして出演。“LIFE”のオーケストラ・ヴァージョンを初披露するほか、“きよしこの夜”を合唱団と歌ったり、ベット・ミドラーの『ローズ』をカヴァーし観衆を酔わせた。
- 12月31日、『第58回NHK紅白歌合戦』に出場。

2008年
- 7月23日、お笑いトリオ・森三中と結成したコラボレーションユニット「MICA 3 CHU」名義で、シングル「I DON'T KNOW」をリリース[18]。
- 10月17日-12月19日放送のTBS系ドラマ『流星の絆』にレギュラーとして特別出演。
- 11月12日、『流星の絆』の挿入歌でもあるシングル「ORION」をリリース。この曲も収録されたアルバム『VOICE』も2週間後にリリースされ、オリコン1位を獲得。
- 12月31日、『第59回NHK紅白歌合戦』に出場。

2009年
- 3月4日、Kanebo「KATE」とのタイアップCMソングを集めたコンピレーションアルバム『NO MORE RULES.』を5万枚生産限定盤としてリリース[19]、即日完売した。
- 4月10日から全国ツアー「MIKA NAKASHIMA TRUST OUR VOICE 2009」を行い全国36公演10万人を動員。
- 12月31日、『第60回NHK紅白歌合戦』に出場。

2010年
- 7月9日より、TBS系金曜ドラマ『うぬぼれ刑事』に出演。
- 8月25日にリリースした32ndシングル「一番綺麗な私を」がUSEN総合チャート史上初の6週連続1位を獲得。さらに年間J-POPの総合1位に輝いた。
- 9月10日、アンデッド（ゾンビ）役で出演するホラーアクション映画『バイオハザードIV アフターライフ』が公開開始[注釈 3]。
- 10月22日、両側耳管開放症の悪化を理由に、当面の音楽活動休止と治療への専念を表明、それにともない、10月30日から大阪城ホールと東京の日本武道館で予定されていたデビュー10周年記念ライブ4公演を中止することも発表した[21]。

2011年
- 4月1日、『ミュージックステーション 3時間スペシャル』（テレビ朝日）で約4ヶ月ぶりにテレビ出演し、パフォーマンスを披露する[22]。
- 4月27日、33枚目のシングル「Dear」（井上真央主演の映画『八日目の蝉』主題歌）をリリースし、音楽活動を再開させる[23]。着うた月間1位獲得。
- 4月28日、全国ツアー「MIKA NAKASHIMA CONCERT TOUR 2011 THE ONLY STAR」をスタートさせ、本格復帰を果たす[23]。

2012年
- 3月28日、デビュー作から10年分のミュージッククリップを網羅したコンプリートDVD『GREATEST LOTUS』をリリース。
- 9月14日、前作『バイオハザードIV アフターライフ』に引き続き中島も出演した映画『バイオハザードV リトリビューション』が日米で同時公開される[注釈 4]。
- 12月31日、『第63回NHK紅白歌合戦』に3年ぶりに復活出場。

2013年
- 1月30日、7枚目のスタジオ・アルバム『REAL』をリリース。日本のオリコンウィークリーチャートで4年2ヶ月ぶりに1位を獲得しただけでなく、韓国の主要音楽チャートでも1位（2月3日、2月5日付）を記録。さらに、台湾の主要配信サイトでも先行シングル「初恋」が1位を獲得（2月6日付）したほか、TOP20圏内に『REAL』の収録楽曲7曲がランクインするという快挙を成し遂げた[25]。
- 5月23日、大阪で開催された中島みゆきのツアー「中島みゆき『縁会』2012〜3」の最終公演に出演し、楽曲提供を受けた「愛詞」をデュエットした。中島みゆきのライブにゲストとして他のアーティストが招かれるのは史上初のことだった[26][27]。
- 5月11日から8月18日まで、2年ぶりの全国ツアー「MIKA NAKASHIMA LIVE IS "REAL" 2013 〜THE LETTER あなたに伝えたくて〜」（全国23か所26公演）を行う[28]。
- 9月21日、声優に初挑戦した長編アニメ映画『怪盗グルーのミニオン危機一発』が公開。中島は主人公の怪盗グルーが恋する謎の女・ルーシー役の吹き替えを行った。

2014年
- 3月12日、初めてのカバーアルバム『ずっと好きだった〜ALL MY COVERS〜』をリリース。
- 3月29日、中島美嘉×EGOIST×BAFOUT!コラボ企画。EGOISTのイメージキャラクターを務めた。
- 4月1日、キャバクラ嬢役で出演する品川ヒロシ監督映画『サンブンノイチ』が公開される。
- 6月4日、加藤ミリヤとの初コラボレーション・シングル「Fighter」をリリース。
- 6月13日（現地時間）、ワールドカップ開催中のブラジル・リオデジャネイロのコパカバーナビーチ特設会場で行われた「FIFA Fan Fest」に加藤ミリヤとともにアジア代表として出演して約10万人のサッカーファンの前で公式代表ソング「Fighter（Tachytelic World Cup Brazil 2014 Remix）」を披露、曲の途中では現地のアーティストDream team do Passinhoも飛び入り参加した[29]。
- 11月5日、アルバム『BEST』以来、約9年ぶりとなる自身のベスト・アルバム『DEARS』、『TEARS』を2枚同時にリリース。
- 12月25日、バレーボール日本男子代表の清水邦広と結婚、入籍した旨を所属事務所を通して発表した[30]。

2015年
- ベスト・アルバム『DEARS』『TEARS』の楽曲を引っ提げたライブツアー『MIKA NAKASHIMA CONCERT TOUR 2015 "THE BEST" DEARS & TEARS』を開催した。
- 3月4日、自らのポエトリーリーディングトラックを新録したコレクションアルバム『〜Healing Collection〜 RELAXIN'』をリリースした。
- 9月11日、TBS系列のテレビドラマ『表参道高校合唱部!』に5年ぶりに俳優としてドラマ出演した。
- 11月11日、新しいプロジェクト「MIKA RANMARU」を始動させ、そのお披露目ライブ「MIKA RANMARU 〜MIKA NAKASHIMA 15th ANNIVERSARY〜 ROCK'N' ROLL LIVE」を開催[31]。
- 11月23、29日『中島みゆき RESPECT LIVE 歌縁』に出演。

2016年
- 初の3ヵ月連続リリースとして、第1弾『OFFICIAL BOOTLEG LIVE at SHINJUKU LOFT』、第2弾『MIKA NAKASHIMA TRIBUTE』、第3弾『MTV Unplugged』をリリースした。
- 3月12日、13日『billboard classics festival 2016』出演。
- 4月27日、初の全国ACOUSTICツアー『THE ACOUSTIC 2016 〜MIKA NAKASHIMA 1st Premium Tour〜 』開催した。
- 8月6日、『ROCK IN JAPAN FESTIVAL 2016』出演。
- 8月1日、MIKA RANMARU初のワンマンライブツアー『MIKA RANMARU TOUR 2016』を開催。
- 10月5日、デビュー15周年記念に、初のCD付き自叙伝ブック「SONGBOOK『あまのじゃく』」をリリース。
- 初の台湾ライブ『MIKA NAKASHIMA 15TH ANNIVERSARY BEST LIVE IN TAIPEI』をクリスマス（12月24日、25日）に開催。

2017年
- 3月22日、8枚目のスタジオ・アルバム『TOUGH』をリリース。
- 5月7日、LGBTイベント、『TOKYO RAINBOW PRIDE 2017』に出演した。
- 5月12日、東京メトロ、Find my Tokyo. CM曲を中島美嘉 x Salyu名義で小林武史プロデュースの『Happy Life』を配信限定でリリースした。
- 10月25日、シングル「A or B｣をリリース。
- 11月2日から1月14日まで「MIKA NAKASHIMA FULL COURSE TOUR 2017〜YOU WON'T LOSE〜」を開催。

2018年
- 1月14日、中国・上海の新静安体育中心 体育館「MIKA NAKASHIMA FULL COURSE TOUR 2017〜YOU WON'T LOSE〜」ファイナル公演を行った。
- 2月2日、清水邦広と離婚し、3日に正式発表[32][33]。
- 3月7日、HYDEプロデュースによるシングル「KISS OF DEATH (Produced by HYDE)」をリリース。

2019年
- 1月29日、「雪の華」のリリース15周年を記念したベストアルバム『雪の華15周年記念ベスト盤「BIBLE」』をリリース。
- 2月1日、「雪の華」をモチーフにした同名映画が公開される。主演は登坂広臣（三代目 J SOUL BROTHERS from EXILE TRIBE）と中条あやみ。
- 11月29日-12月10日、初舞台作品「イノサンmusicale」主演。

2020年
- 1月15日、2月に予定されていた上記舞台「イノサンmusicale」パリ公演中止発表。
- 1月22日、主演舞台「イノサンmusicale」主題歌「イノサンRouge」発売。

2023年
- 2月19日、自身の40歳の誕生日において兼ねてよりライブツアーのサポートメンバーとして参加していた、ギタリストの馬谷勇と再婚した旨を所属事務所を通じ、自身の公式サイトにて公表した[34][35]。

2025年
- 1月6日、韓国MBNの音楽番組『韓日トップテンショー』第31回で韓国のテレビ番組に初出演、『僕が死のうと思ったのは』を音楽番組で初披露した内容が放送される[注釈 5][37]。

## 別名義
NANA starring MIKA NAKASHIMA
映画『NANA』関連の楽曲をリリースした際の名義。
MICA 3 CHU
お笑いトリオの森三中と組んだガールズバンド。
中島美嘉×加藤ミリヤ
プライベートでも親交がある加藤ミリヤとのコラボ。
2014年（平成26年）6月4日にリリースしたシングル「fighter」の表題曲は映画『アメイジング・スパイダーマン2』（4月25日公開）の日本語版テーマソング、2曲目のリミックスバージョンはサッカーFIFAワールカップ（6月12日開幕）の公式コンピレーション・アルバム『ワン・ラヴ、ワン・リズム 2014 FIFAワールドカップ・ブラジル大会公式アルバム』（5月21日発売）にアジア代表ソングとして収録された。
MIKA RANMARU
デビュー15周年を迎えた中島がツアーギタリストの土屋公平（蘭丸）とともに結成した4人編成のバンドで、メンバーは、中島（ボーカル）、土屋（ギター）、池畑潤二（ドラム）、海老沼崇史（ベース）で構成。

## 人物

### 芸能活動
- 中学生の時にDREAMS COME TRUEを聴いたことをきっかけに、芸能の道に進んで自分を表現できる職業に就きたいと思うようになる[10]。
- 俳優業も歌手業も、やり方は違っても同じ表現者として似ている部分があると考えており、元々モデル経験もあるので、俳優業と歌手業のどちらが嫌いでどちらが好きという考えは無く、両方を経験することが自分にとってプラスに働くと思っている[10]。
- 映画「NANA」では、セックス・ピストルズと椎名林檎を参考にして役作りした[40]。

### 趣味、嗜好、ファッション
- 猫好きであり、現在ソマリと黒猫を5匹飼っている。
- 趣味はチョウやクモなどの標本集めだが、クモは種類によって好き嫌いがある。
- 好きな食べ物は味噌ラーメン、ご飯、アイスクリーム。また、マヨラーでもあり、カップラーメン、ケーキ、アイスクリームにかけるほど。
- 左手首に星のタトゥーを入れ、右手首には『Trust Your Voice』、腰には自身の大好きな蓮の花をモチーフにしたタトゥーを入れている。
- 好きなアーティストはDREAMS COME TRUE、つのだ☆ひろ、安室奈美恵、YUKI、UA、初めて買ったCDは桑田佳祐の「祭りのあと」[41][42]。

### 環境問題への意識
2006年（平成18年）、17枚目のシングル「CRY NO MORE」のレコーディングとビデオ撮影で前年末にアメリカ合衆国テネシー州メンフィス市を訪れた際に、同市が2005年（平成17年）8月に米南部を襲った大型ハリケーン「カトリーナ」の被災者の避難先であることを知って市長を訪問し「復興の手助けをしたい」と話したことがきっかけで、メンフィス市名誉市民賞を受賞した。日本人女性歌手として初めて同市でレコーディングしたことも受賞理由のようで、1月中旬に受賞を記念した鍵が送られてきたという。
2006年（平成18年）のニューオリンズ来訪を機に、コンサートなどの公の場において、環境問題や地球温暖化に関心を持ってもらえるよう「マイ箸」やエコバッグの携帯をファンに訴えている。

### 芸能界での交友関係
憧れの人は黒柳徹子と夏木マリ。黒柳とは『徹子の部屋』と『僕らの音楽』で共演を果たす。また、夏木は中島の童話写真集のDVDのナレーションを担当している。かつてはSPEEDのファンであることを公表していたが、現在は今井絵理子とは友人関係にあり、ヨガの資格を取得しているHITOEからヨガを教わっている。また、hiroと中島は共にアーティスト・COLDFEETから楽曲のプロデュースを多く受けているという共通点がある。
仲の良い芸能人は持田香織、成宮寛貴、加藤あい、柴田淳、ATSUSHI（EXILE）、川島なお美、加藤ミリヤ、市川由衣、伊藤由奈、今井絵理子。同じ九州出身としてAI、元ちとせ、鬼束ちひろとも親交がある。また、椎名林檎、平井堅、松浦亜弥、藤本美貴とはメル友である。
仲の良いお笑い芸人は森三中、オセロの松嶋尚美である。YUKI、安室奈美恵、EXILEのLIVEによく足を運んでおり、YUKIとは共通の友達がいる。
近年では歌手で俳優の神田沙也加と長年にわたり親交があったことが分かり、互いのSNSでは『親友』と公言していた。
好きなお笑い芸人はアンガールズ、カンニング竹山。ソロになってからの竹山とは共演経験がある。

## 受賞歴
- 2001年
  - 第31回ザテレビジョンドラマアカデミー賞 新人俳優賞（『傷だらけのラブソング』）[43]
- 2002年
  - 第44回輝く!日本レコード大賞 最優秀新人賞（「STARS」）
  - 第35回日本有線大賞 最優秀新人賞（「WILL」）
  - 第35回ALL JAPANリクエストアワード 最優秀新人賞（「WILL」）
  - 第16回ゴールドディスク大賞 新人賞（「STARS」）
- 2003年
  - 第45回輝く!日本レコード大賞
    - 金賞（「雪の華」）
    - ベスト・アルバム賞 （『LOVE』）

  - 第17回ゴールドディスク大賞 ロック＆ポップアルバム・オブ・ザ・イヤー（『TRUE』）
  - 第40回ゴールデン・アロー賞 音楽新人賞
  - 第6回インターネット音楽祭 歌手ナビ グランプリ
- 2004年
  - 第18回ゴールドディスク大賞 ロック＆ポップアルバム・オブ・ザ・イヤー（『LOVE』）
  - 第3回MTV Video Music Awards Japan2004
    - 最優秀ブレイクスルービデオ賞（「Love Addict」）
    - 最優秀ファッションビデオ賞（「接吻」）
- 2005年
  - 第47回輝く!日本レコード大賞 特別賞（「GLAMOROUS SKY」）
  - 第4回MTV Video Music Awards Japan 2005 最優秀女性アーティストビデオ賞（「桜色舞うころ」）
  - オリコン発表!ベストムービーランキング 最優秀主演女優賞（『NANA-ナナ-』）
- 2006年
  - 第29回日本アカデミー賞（『NANA-ナナ-』）
    - 優秀主演女優賞
    - 新人俳優賞
    - 話題賞（俳優部門）

  - 第10回日本インターネット映画大賞 最優秀主演女優賞（『NANA-ナナ-』）
  - 第20回ゴールドディスク大賞 ロック＆ポップアルバム・オブ・ザ・イヤー（『BEST』､『MUSIC』）
  - 第5回MTV Video Music Awards Japan 2006 最優秀映画ビデオ賞（「GLAMOROUS SKY」）
- 2007年
  - 第40回日本有線大賞 有線音楽優秀賞（「LIFE」）
- 2009年
  - MTV STUDENT VOICE AWARDS 2009  リスペクト賞

## ディスコグラフィ
- 「愛してる」から「LEGEND」までのシングル作品とミニアルバム『朧月夜〜祈り』はレーベルゲートCD（レーベルゲートCD2も含む）でリリースされた。
  - 「FIND THE WAY」が収録されているコンピレーションアルバム『「機動戦士ガンダムSEED」COMPLETE BEST』はCD-DAでリリースされ（発売当時アルバムに関してはCCCDの対象外となっていた）、シングルCDと同じミックスで収録されたため、当時としてはCD-DAとCCCDとの違いを聴き比べられる貴重な材料となった。
- レーベルゲートCD（レーベルゲートCD2も含む）でリリースされた作品についてはすべて廃盤となり、CD-DAで再発された。

### シングル

#### CDシングル
|                               | 発売日                        | タイトル                                                                      | 規格品番                      | チャート                      | チャート                      | 収録アルバム                  | 備考                                                                                        |
| オリコン                      | 発売日                        | タイトル                                                                      | 規格品番                      | Billboard                     |                               | 収録アルバム                  | 備考                                                                                        |
| Sony Music Associated Records | Sony Music Associated Records | Sony Music Associated Records                                                 | Sony Music Associated Records | Sony Music Associated Records | Sony Music Associated Records | Sony Music Associated Records | Sony Music Associated Records                                                               |
| ----------------------------- | ----------------------------- | ----------------------------------------------------------------------------- | ----------------------------- | ----------------------------- | ----------------------------- | ----------------------------- | ------------------------------------------------------------------------------------------- |
| 1st                           | 2001年11月7日                 | STARS                                                                         | AICL-1354 (CD)                | 3位                           | -                             | TRUE                          | 2002年8月21日に12inch発売 (AIJL-5165)                                                       |
| 2nd                           | 2002年2月6日                  | CRESCENT MOON                                                                 | AICL-1365 (CD)                | 4位                           | -                             | TRUE                          | -                                                                                           |
| 2nd                           | 2002年2月20日                 | CRESCENT MOON                                                                 | AIJL-5154 (12inch)            | -                             | -                             | TRUE                          | -                                                                                           |
| 3rd                           | 2002年3月6日                  | ONE SURVIVE                                                                   | AICL-1370 (CD)                | 8位                           | -                             | TRUE                          | -                                                                                           |
| 3rd                           | 2002年3月20日                 | ONE SURVIVE                                                                   | AIJL-5157 (12inch)            | -                             | -                             | TRUE                          | -                                                                                           |
| 4th                           | 2002年5月15日                 | Helpless Rain                                                                 | AICL-1380 (CD)                | 8位                           | -                             | TRUE                          | -                                                                                           |
| 4th                           | 2002年5月29日                 | Helpless Rain                                                                 | AIJL-5161 (12inch)            | -                             | -                             | TRUE                          | -                                                                                           |
| 5th                           | 2002年8月7日                  | WILL                                                                          | AICL-1390 (CD)                | 3位                           | -                             | TRUE                          | -                                                                                           |
| 5th                           | 2002年8月21日                 | WILL                                                                          | AIJL-5166 (12inch)            | -                             | -                             | TRUE                          | -                                                                                           |
| -                             | 2002年11月20日                | RESISTANCE/HEAVEN ON EARTH                                                    | AIJL-5171 (12inch)            | -                             | -                             | LØVE TRUE                     | -                                                                                           |
| 6th                           | 2003年1月29日                 | 愛してる                                                                      | AICL-1406 (CCCD)              | 4位                           | -                             | LØVE                          | 2004年7月7日にCCCD再発 (AICL-1560) 2005年10月26日にCD発売 (AICL-1667)                       |
| 6th                           | 2003年2月14日                 | 愛してる                                                                      | AIJL-5173 (12inch)            | -                             | -                             | LØVE                          | -                                                                                           |
| 7th                           | 2003年4月9日                  | Love Addict                                                                   | AICL-1413 (CCCD)              | 5位                           | -                             | LØVE                          | 2004年7月7日にCCCD再発 (AICL-1565) 2005年10月26日にCD発売 (AICL-1670)                       |
| 7th                           | 2003年5月8日                  | Love Addict                                                                   | AIJL-5178 (12inch)            | -                             | -                             | LØVE                          | -                                                                                           |
| 8th                           | 2003年6月25日                 | 接吻                                                                          | AICL-1442 (CCCD)              | 4位                           | -                             | LØVE                          | -                                                                                           |
| 8th                           | 2003年5月8日                  | 接吻                                                                          | AIJL-5178 (12inch)            | -                             | -                             | LØVE                          | -                                                                                           |
| 9th                           | 2003年8月6日                  | FIND THE WAY                                                                  | AICL-1445 (CCCD)              | 4位                           | -                             | LØVE                          | 2004年7月7日にCCCD再発 (AICL-1577) 2005年10月26日にCD発売 (AICL-1676)                       |
| 10th                          | 2003年10月1日                 | 雪の華                                                                        | AICL-1488 (CCCD)              | 3位                           | 64位                          | LØVE                          | 2004年6月21日にCCCD再発 (AICL-1557) 2005年10月26日にCD発売 (AICL-1679)                      |
| 10th                          | 2003年10月22日                | 雪の華                                                                        | AIJL-5205 (12inch)            | -                             | -                             | LØVE                          | -                                                                                           |
| 10th                          | 2018年10月10日                | 雪の華                                                                        | HR12S013（12inch, 再発）      | TBA                           | -                             | LØVE                          | 発売15周年を記念して上述レコードの再発盤。                                                  |
| 11th                          | 2004年4月7日                  | SEVEN                                                                         | AICL-1514 (CCCD)              | 3位                           | -                             | MUSIC                         | 2005年10月26日にCD発売 (AICL-1686)                                                          |
| 11th                          | 2004年4月21日                 | SEVEN                                                                         | AIJL-5217 (12inch)            | -                             | -                             | MUSIC                         | -                                                                                           |
| 12th                          | 2004年6月2日                  | 火の鳥                                                                        | AICL-1525 (CCCD)              | 9位                           | -                             | MUSIC                         | 2005年10月26日にCD発売 (AICL-1690)                                                          |
| 12th                          | 2004年6月30日                 | 火の鳥                                                                        | AIJL-5225 (12inch)            | -                             | -                             | MUSIC                         | -                                                                                           |
| -                             | 2004年10月6日                 | 朧月夜〜祈り                                                                  | AIJL-5235 (12inch)            | -                             | -                             | MUSIC                         | ミニアルバム『朧月夜〜祈り』のアナログ盤                                                    |
| 13th                          | 2004年10月20日                | LEGEND                                                                        | AICL-1586 (CCCD)              | 5位                           | -                             | MUSIC                         | 2005年10月26日にCD発売 (AICL-1693)                                                          |
| 13th                          | 2004年11月10日                | LEGEND                                                                        | AIJL-5236 (12inch)            | -                             | -                             | MUSIC                         | -                                                                                           |
| 14th                          | 2005年2月2日                  | 桜色舞うころ                                                                  | AICL-1602 (CD)                | 5位                           | 68位                          | MUSIC                         | -                                                                                           |
| 14th                          | 2005年2月16日                 | 桜色舞うころ                                                                  | AIJL-5244 (12inch)            | -                             | -                             | MUSIC                         | -                                                                                           |
| 15th                          | 2005年6月8日                  | ひとり                                                                        | AICL-1616 (CD)                | 15位                          | -                             | MUSIC                         | -                                                                                           |
| 15th                          | 2005年6月22日                 | ひとり                                                                        | AIJL-5256 (12inch)            | -                             | -                             | MUSIC                         | -                                                                                           |
| 16th                          | 2005年8月31日                 | GLAMOROUS SKY                                                                 | AICL-1650 (CD)                | 1位                           | -                             | THE END                       | 「NANA starring MIKA NAKASHIMA」名義。                                                      |
| 16th                          | 2005年9月14日                 | GLAMOROUS SKY                                                                 | AIJL-5266 (12inch)            | -                             | -                             | THE END                       | 「NANA starring MIKA NAKASHIMA」名義。                                                      |
| 17th                          | 2006年2月22日                 | CRY NO MORE                                                                   | AICL-1730 (CD)                | 8位                           | -                             | YES                           | -                                                                                           |
| 17th                          | 2006年3月8日                  | CRY NO MORE                                                                   | AIJL-5286 (12inch)            | -                             | -                             | YES                           | -                                                                                           |
| 18th                          | 2006年6月7日                  | ALL HANDS TOGETHER                                                            | AICL-1745 (CD)                | 8位                           | -                             | YES                           | -                                                                                           |
| 18th                          | 2006年6月21日                 | ALL HANDS TOGETHER                                                            | AIJL-5293 (12inch)            | -                             | -                             | YES                           | -                                                                                           |
| 19th                          | 2006年7月26日                 | MY SUGAR CAT                                                                  | AICL-1761 (CD)                | 14位                          | -                             | YES                           | -                                                                                           |
| 19th                          | 2006年6月21日                 | MY SUGAR CAT                                                                  | AIJL-5297 (12inch)            | -                             | -                             | YES                           | -                                                                                           |
| 20th                          | 2006年11月29日                | 一色                                                                          | AICL-1782 (CD)                | 5位                           | -                             | THE END                       | 「NANA starring MIKA NAKASHIMA」名義。                                                      |
| 21st                          | 2007年2月21日                 | 見えない星                                                                    | AICL-1797 (CD)                | 4位                           | -                             | YES                           | -                                                                                           |
| 22nd                          | 2007年3月14日                 | 素直なまま                                                                    | AICL-1814 (CD)                | 18位                          | -                             | YES                           | -                                                                                           |
| 23rd                          | 2007年8月22日                 | LIFE                                                                          | AICL-1852 (CD)                | 3位                           | -                             | VOICE                         | -                                                                                           |
| 24th                          | 2007年10月3日                 | 永遠の詩                                                                      | AICL-1857 (CD)                | 5位                           | -                             | VOICE                         | -                                                                                           |
| 25th                          | 2008年3月12日                 | SAKURA〜花霞〜                                                                | AICL-1906 (CD)                | 12位                          | -                             | VOICE                         | -                                                                                           |
| 26th                          | 2008年7月23日                 | I DON'T KNOW                                                                  | AICL-1944 (CD)                | 11位                          | -                             | VOICE                         | 「MICA 3 CHU」名義。                                                                        |
| 26th                          | 2008年7月23日                 | I DON'T KNOW                                                                  | AICL-1942/3 (CD+DVD)          | 11位                          | -                             | VOICE                         | 「MICA 3 CHU」名義。                                                                        |
| 27th                          | 2008年11月12日                | ORION                                                                         | AICL-1970 (CD)                | 6位                           | 38位                          | VOICE                         | -                                                                                           |
| 28th                          | 2009年5月13日                 | Over Load                                                                     | AICL-2013 (CD)                | 8位                           | 70位                          | STAR                          | -                                                                                           |
| 29th                          | 2009年9月30日                 | CANDY GIRL                                                                    | AICL-2068 (CD)                | 4位                           | 55位                          | STAR                          | -                                                                                           |
| 29th                          | 2009年9月30日                 | CANDY GIRL                                                                    | AICL-2062/3 (CD)              | 4位                           | 55位                          | STAR                          | -                                                                                           |
| 29th                          | 2009年9月30日                 | CANDY GIRL                                                                    | AICL-2064/5 (CD)              | 4位                           | 55位                          | STAR                          | -                                                                                           |
| 29th                          | 2009年9月30日                 | CANDY GIRL                                                                    | AICL-2066/7 (CD)              | 4位                           | 55位                          | STAR                          | -                                                                                           |
| 30th                          | 2009年11月4日                 | 流れ星                                                                        | AICL-2069 (CD)                | 10位                          | 92位                          | STAR                          | -                                                                                           |
| 31st                          | 2010年1月20日                 | ALWAYS                                                                        | AICL-2078 (CD)                | 3位                           | 30位                          | STAR                          | -                                                                                           |
| 32nd                          | 2010年8月25日                 | 一番綺麗な私を                                                                | AICL-2166 (CD)                | 10位                          | 62位                          | STAR                          | -                                                                                           |
| 32nd                          | 2010年8月25日                 | 一番綺麗な私を                                                                | AICL-2164/5 (CD+DVD)          | 10位                          | 62位                          | STAR                          | -                                                                                           |
| 33rd                          | 2011年4月27日                 | Dear                                                                          | AICL-2247 (CD)                | 8位                           | 62位                          | REAL                          | -                                                                                           |
| 34th                          | 2011年9月14日                 | LOVE IS ECSTASY                                                               | AICL-2285 (CD)                | 9位                           | 9位                           | REAL                          | -                                                                                           |
| 34th                          | 2011年9月14日                 | LOVE IS ECSTASY                                                               | AICL-2283/4 (CD+DVD)          | 9位                           | 9位                           | REAL                          | -                                                                                           |
| 35th                          | 2012年9月19日                 | 明日世界が終わるなら                                                          | AICL-2422 (CD)                | 9位                           | 20位                          | REAL                          | -                                                                                           |
| 35th                          | 2012年9月19日                 | 明日世界が終わるなら                                                          | AICL-2420/1 (CD+DVD)          | 9位                           | 20位                          | REAL                          | -                                                                                           |
| 36th                          | 2012年12月5日                 | 初恋                                                                          | AICL-2479 (CD)                | 14位                          | 28位                          | REAL                          | -                                                                                           |
| 36th                          | 2012年12月5日                 | 初恋                                                                          | AICL-2477/8 (CD+DVD)          | 14位                          | 28位                          | REAL                          | -                                                                                           |
| 37th                          | 2013年5月22日                 | 愛詞                                                                          | AICL-2536 (CD)                | 17位                          | 20位                          | TOUGH                         | -                                                                                           |
| 37th                          | 2013年5月22日                 | 愛詞                                                                          | AICL-2534/5 (CD+DVD)          | 17位                          | 20位                          | TOUGH                         | -                                                                                           |
| 38th                          | 2013年8月28日                 | 僕が死のうと思ったのは                                                        | AICL-2575 (CD)                | 17位                          | 50位                          | TOUGH                         | -                                                                                           |
| 38th                          | 2013年8月28日                 | 僕が死のうと思ったのは                                                        | AICL-2573/4 (CD+DVD)          | 17位                          | 50位                          | TOUGH                         | -                                                                                           |
| 39th                          | 2014年6月4日                  | Fighter/Gift                                                                  | AICL-2688 (CD)                | 13位                          | 19位                          | TOUGH                         | 「中島美嘉×加藤ミリヤ」名義。                                                               |
| 39th                          | 2014年6月4日                  | Fighter/Gift                                                                  | SRCL-8542 (CD)                | 13位                          | 19位                          | TOUGH                         | 「中島美嘉×加藤ミリヤ」名義。                                                               |
| 39th                          | 2014年6月4日                  | Fighter/Gift                                                                  | AICL-2686/7 (CD+DVD)          | 13位                          | 19位                          | TOUGH                         | 「中島美嘉×加藤ミリヤ」名義。                                                               |
| 39th                          | 2014年6月4日                  | Fighter/Gift                                                                  | SRCL-8540/1 (CD+DVD)          | 13位                          | 19位                          | TOUGH                         | 「中島美嘉×加藤ミリヤ」名義。                                                               |
| 40th                          | 2015年10月28日                | 花束                                                                          | AICL-2985 (CD)                | 30位                          | 22位                          | TOUGH                         | -                                                                                           |
| 40th                          | 2015年10月28日                | 花束                                                                          | AICL-2983/4 (CD+DVD)          | 30位                          | 22位                          | TOUGH                         | -                                                                                           |
| 41st                          | 2016年11月2日                 | Forget Me Not                                                                 | AICL-3204 (DVD)               | 33位                          | 32位                          | TOUGH                         | -                                                                                           |
| 41st                          | 2016年11月2日                 | Forget Me Not                                                                 | AICL-3202/3 (CD+DVD)          | 33位                          | 32位                          | TOUGH                         | -                                                                                           |
| 42nd                          | 2017年2月22日                 | 恋をする                                                                      | AICL-3274 (CD)                | 43位                          | 77位                          | TOUGH                         | -                                                                                           |
| 42nd                          | 2017年2月22日                 | 恋をする                                                                      | AICL-3272/3 (CD+DVD)          | 43位                          | 77位                          | TOUGH                         | -                                                                                           |
| 43rd                          | 2017年10月25日                | A or B                                                                        | AICL-3432 (CD)                | 38位                          | -                             | JOKER                         | -                                                                                           |
| 43rd                          | 2017年10月25日                | A or B                                                                        | AICL-3430/1 (CD+DVD)          | 38位                          | -                             | JOKER                         | -                                                                                           |
| 44th                          | 2018年3月7日                  | KISS OF DEATH (Produced by HYDE)                                              | AICL-3496 (CD)                | 17位                          | -                             | JOKER                         | 「NANA starring MIKA NAKASHIMA」名義以来となるHYDE（L'Arc〜en〜Ciel）によるプロデュース曲。 |
| 44th                          | 2018年3月7日                  | KISS OF DEATH (Produced by HYDE)                                              | AICL-3494/5 (CD+DVD)          | 17位                          | -                             | JOKER                         | 「NANA starring MIKA NAKASHIMA」名義以来となるHYDE（L'Arc〜en〜Ciel）によるプロデュース曲。 |
| 44th                          | 2018年3月7日                  | KISS OF DEATH (Produced by HYDE)                                              | AICL-3492/3 (アニメ盤)        | 17位                          | -                             | JOKER                         | 「NANA starring MIKA NAKASHIMA」名義以来となるHYDE（L'Arc〜en〜Ciel）によるプロデュース曲。 |
| 44th                          | 2018年6月27日                 | KISS OF DEATH (Produced by HYDE) ダーリン・イン・ザ・フランキスDeluxe Edition | AICL-3537/9 (CD+Blu-ray)      | 17位                          | -                             | JOKER                         | 「KISS OF DEATH」の完全生産限定デラックス盤。                                               |
| 45th                          | 2020年1月22日                 | イノサン Rouge                                                                | AICL-3759                     | 43位                          |                               | WITH                          | 「Marie starring MIKA NAKASHIMA」名義。                                                     |
| 46th                          | 2021年10月27日                | SYMPHONIA / 知りたいこと、知りたくないこと                                    | AICL-4112 (CD)                | 28位                          | -                             | 未収録                        |                                                                                             |
| 46th                          | 2021年10月27日                | SYMPHONIA / 知りたいこと、知りたくないこと                                    | AICL-4110/1 (CD+DVD)          | 28位                          | -                             | 未収録                        |                                                                                             |
| 46th                          | 2023年6月27日                 | SYMPHONIA takt op. Special Edition                                            | AICL-4397/8 (CD+Blu-ray)      | 28位                          | -                             | 未収録                        | 「takt op. 運命は真紅き旋律の街を」豪華特典付き完全生産限定盤！                             |
| 47th                          | 2022年7月26日                 | Wish                                                                          | AICL-4286 (CD)                | 23位                          |                               | 未公表                        |                                                                                             |
| 47th                          | 2022年7月26日                 | Wish                                                                          | AICL-4287 (CD+Blu-ray)        | 23位                          |                               | 未公表                        |                                                                                             |
| 48th                          | 2024年3月13日                 | MISSION                                                                       | AICL-4524 (CD+Blu-ray)        | 24位                          |                               | 未公表                        |                                                                                             |
| 49th                          | 2024年11月6日                 | UNFAIR                                                                        | AICL-4620 (CD)                | 30位                          |                               | 未公表                        |                                                                                             |
| 49th                          | 2024年11月6日                 | UNFAIR                                                                        | AICL-4621 (CD+Blu-ray)        | 30位                          |                               | 未公表                        |                                                                                             |

#### 配信限定シングル
| 配信日               | タイトル                                     | 販売形態               | 備考                       |
| -------------------- | -------------------------------------------- | ---------------------- | -------------------------- |
| 2016年9月7日         | ビルカゼスイミングスクール feat. SALU        | デジタル・ダウンロード |                            |
| 2017年5月12日        | Happy life                                   | デジタル・ダウンロード |                            |
| 2018年11月22日       | 彩恋 〜SAI_REN〜                             | デジタル・ダウンロード |                            |
| 2020年9月16日        | ノクターン                                   | デジタル・ダウンロード |                            |
| 2020年11月11日       | 真冬のハーモニー                             | デジタル・ダウンロード | 中島美嘉 with 藤巻亮太名義 |
| 2023年1月22日        | Beyond                                       | デジタル・ダウンロード |                            |
| 2023年8月9日         | We are all stars                             | デジタル・ダウンロード |                            |
| 2024年1月26日        | 望郷                                         | デジタル・ダウンロード |                            |
| THE FIRST TAKE MUSIC |                                              |                        |                            |
| 2021年12月22日       | 雪の華 - From THE FIRST TAKE                 | デジタル・ダウンロード |                            |
| 2021年12月22日       | 僕が死のうと思ったのは - From THE FIRST TAKE | デジタル・ダウンロード |                            |

### アルバム

#### フルアルバム
|                               | 発売日                        | タイトル                      | 規格品番                      | チャート                      | チャート                      | 備考                                |
| オリコン                      | 発売日                        | タイトル                      | 規格品番                      | Billboard                     |                               | 備考                                |
| Sony Music Associated Records | Sony Music Associated Records | Sony Music Associated Records | Sony Music Associated Records | Sony Music Associated Records | Sony Music Associated Records | Sony Music Associated Records       |
| ----------------------------- | ----------------------------- | ----------------------------- | ----------------------------- | ----------------------------- | ----------------------------- | ----------------------------------- |
| 1st                           | 2002年8月28日                 | TRUE                          | AICL-1400 (CD)                | 1位                           | -                             | 2005年4月20日にLP発売 (AIJL-5248/9) |
| 2nd                           | 2003年11月6日                 | LØVE                          | AICL-1494 (CD)                | 1位                           | -                             | 2005年4月20日にLP発売 (AIJL-5250/1) |
| 3rd                           | 2005年3月9日                  | MUSIC                         | AICL-1605 (CD)                | 1位                           | -                             | -                                   |
| 3rd                           | 2005年4月20日                 | MUSIC                         | AIJL-5252/3 (2LP)             | -                             | -                             | -                                   |
| -                             | 2006年12月13日                | THE END                       | AICL-1783 (CD)                | 2位                           | -                             | NANA starring MIKA NAKASHIMA名義    |
| -                             | 2006年12月27日                | THE END                       | AIJL-5303/4 (2LP)             | -                             | -                             | NANA starring MIKA NAKASHIMA名義    |
| 4th                           | 2007年3月14日                 | YES                           | AICL-1800 (CD)                | 3位                           | -                             | -                                   |
| 4th                           | 2007年3月14日                 | YES                           | AICL-1798/9 (CD+DVD)          | 3位                           | -                             | -                                   |
| 4th                           | 2007年5月2日                  | YES                           | AIJL-5306/7 (2LP)             | -                             | -                             | -                                   |
| 5th                           | 2008年11月26日                | VOICE                         | AICL-1983 (CD)                | 1位                           | -                             | -                                   |
| 5th                           | 2008年11月26日                | VOICE                         | AICL-1981/2 (CD+DVD)          | 1位                           | -                             | -                                   |
| 6th                           | 2010年10月27日                | STAR                          | AICL-2190 (CD)                | 3位                           | -                             | -                                   |
| 6th                           | 2010年10月27日                | STAR                          | AICL-2188/9 (CD+DVD)          | 3位                           | -                             | -                                   |
| 7th                           | 2013年1月30日                 | REAL                          | AICL-2499 (CD)                | 1位                           | -                             | -                                   |
| 7th                           | 2013年1月30日                 | REAL                          | AICL-2497/8 (CD+DVD)          | 1位                           | -                             | -                                   |
| 8th                           | 2017年3月22日                 | TOUGH                         | AICL-3294 (CD)                | 8位                           | 9位                           | -                                   |
| 8th                           | 2017年3月22日                 | TOUGH                         | AICL-3292/3 (CD+DVD)          | 8位                           | 9位                           | -                                   |
| 9th                           | 2020年10月7日                 | JOKER                         | AICL-3898 (CD)                | 17位                          | 14位                          | -                                   |
| 9th                           | 2020年10月7日                 | JOKER                         | AICL-3896/7 (CD+DVD)          | 17位                          | 14位                          | -                                   |
| 10th                          | 2022年5月4日                  | I                             | AICL-4227/8 (CD+グッズ)       | 2位                           | 2位                           | -                                   |
| 10th                          | 2022年5月4日                  | I                             | AICL-4229 (CD)                | 2位                           | 2位                           | -                                   |

#### ミニアルバム
|                               | 発売日                        | タイトル                      | 規格品番                      | チャート                      |
| オリコン                      | 発売日                        | タイトル                      | 規格品番                      |                               |
| Sony Music Associated Records | Sony Music Associated Records | Sony Music Associated Records | Sony Music Associated Records | Sony Music Associated Records |
| ----------------------------- | ----------------------------- | ----------------------------- | ----------------------------- | ----------------------------- |
| 1st                           | 2002年11月6日                 | RESISTANCE                    | AICL-1405 (CD)                | 1位                           |
| 2nd                           | 2004年9月15日                 | 朧月夜〜祈り                  | AICL-1555 (CD)                | 3位                           |

#### ベストアルバム
|                               | 発売日                        | タイトル                          | 規格品番                      | チャート                      |
| オリコン                      | 発売日                        | タイトル                          | 規格品番                      |                               |
| Sony Music Associated Records | Sony Music Associated Records | Sony Music Associated Records     | Sony Music Associated Records | Sony Music Associated Records |
| ----------------------------- | ----------------------------- | --------------------------------- | ----------------------------- | ----------------------------- |
| 1st                           | 2005年12月7日                 | BEST                              | AICL-1700 (CD)                | 1位                           |
| 1st                           | 2006年1月11日                 | BEST                              | AIJL-5283/4 (2LP)             | -                             |
| 2nd                           | 2014年11月5日                 | DEARS                             | AICL-2765/6 (2CD)             | 5位                           |
| 2nd                           | 2014年11月5日                 | DEARS                             | AICL-2762/4 (2CD+DVD)         | 5位                           |
| 3rd                           | 2014年11月5日                 | TEARS                             | AICL-2770/1 (2CD)             | 4位                           |
| 3rd                           | 2014年11月5日                 | TEARS                             | AICL-2767/9 (2CD+DVD)         | 4位                           |
| 4th                           | 2019年1月29日                 | 雪の華15周年記念ベスト盤「BIBLE」 | AICL-3647 (3CD+DVD)           | 6位                           |
| 4th                           | 2019年1月29日                 | 雪の華15周年記念ベスト盤「BIBLE」 | AICL-3643 (3CD+Blu-ray)       | 6位                           |
| 4th                           | 2019年1月29日                 | 雪の華15周年記念ベスト盤「BIBLE」 | AICL-3651 (3CD)               | 6位                           |

#### カバーアルバム
|                               | 発売日                        | タイトル                          | 規格品番                      | チャート                      | 備考                          |
| オリコン                      | 発売日                        | タイトル                          | 規格品番                      |                               | 備考                          |
| Sony Music Associated Records | Sony Music Associated Records | Sony Music Associated Records     | Sony Music Associated Records | Sony Music Associated Records | Sony Music Associated Records |
| ----------------------------- | ----------------------------- | --------------------------------- | ----------------------------- | ----------------------------- | ----------------------------- |
| 1st                           | 2014年3月12日                 | ずっと好きだった〜ALL MY COVERS〜 | AICL-2655 (CD)                | 7位                           | -                             |
| 1st                           | 2014年3月12日                 | ずっと好きだった〜ALL MY COVERS〜 | AICL-2653/4 (CD+DVD)          | 7位                           | -                             |
| 2nd                           | 2017年8月9日                  | ROOTS 〜Piano & Voice〜           | AICL-3378 (CD)                | 21位                          | -                             |
| 2nd                           | 2017年8月9日                  | ROOTS 〜Piano & Voice〜           | AICL-3376/7 (CD+DVD)          | 21位                          | -                             |
| 3rd                           | 2018年11月7日                 | PORTRAIT 〜Piano & Voice〜        | AICL-3583 (CD)                | 29位                          | Piano & Voice シリーズ 第二弾 |
| 3rd                           | 2018年11月7日                 | PORTRAIT 〜Piano & Voice〜        | AICL-3581/2 (CD+DVD)          | 29位                          | Piano & Voice シリーズ 第二弾 |
| 4th                           | 2021年12月22日                | MESSAGE ～Piano & Voice～         | AICL-4165 (CD)                |                               | Piano & Voice シリーズ 第三弾 |
| 4th                           | 2021年12月22日                | MESSAGE ～Piano & Voice～         | AICL-4163/4 (CD+DVD)          |                               | Piano & Voice シリーズ 第三弾 |

#### ライブアルバム
|                               | 発売日                        | タイトル                               | 規格品番                      | チャート                      | 備考                          |
| オリコン                      | 発売日                        | タイトル                               | 規格品番                      |                               | 備考                          |
| Sony Music Associated Records | Sony Music Associated Records | Sony Music Associated Records          | Sony Music Associated Records | Sony Music Associated Records | Sony Music Associated Records |
| ----------------------------- | ----------------------------- | -------------------------------------- | ----------------------------- | ----------------------------- | ----------------------------- |
| 1st                           | 2016年1月27日                 | OFFICIAL BOOTLEG LIVE at SHINJUKU LOFT | AICL-3042/3 (CD)              | 38位                          | 「MIKA RANMARU」名義          |
| 2nd                           | 2016年3月30日]                | MTV Unplugged                          | AICL-3084 (CD)                | 22位                          |                               |
| 2nd                           | 2016年3月30日]                | MTV Unplugged                          | AICL-3080/1 (CD+DVD)          | 22位                          |                               |
| 2nd                           | 2016年3月30日]                | MTV Unplugged                          | AICL-3082/3 (CD+BD)           | 22位                          |                               |

#### コンピレーションアルバム
|                               | 発売日                        | タイトル                      | 規格品番                      | チャート                      | 備考                          |
| オリコン                      | 発売日                        | タイトル                      | 規格品番                      |                               | 備考                          |
| Sony Music Associated Records | Sony Music Associated Records | Sony Music Associated Records | Sony Music Associated Records | Sony Music Associated Records | Sony Music Associated Records |
| ----------------------------- | ----------------------------- | ----------------------------- | ----------------------------- | ----------------------------- | ----------------------------- |
| 1st                           | 2009年3月4日                  | NO MORE RULES.                | AICL-20001/2 (CD+DVD)         | 5位                           |                               |

#### トリビュートアルバム
|                               | 発売日                        | タイトル                      | 規格品番                      | チャート                      | 備考                          |
| オリコン                      | 発売日                        | タイトル                      | 規格品番                      |                               | 備考                          |
| Sony Music Associated Records | Sony Music Associated Records | Sony Music Associated Records | Sony Music Associated Records | Sony Music Associated Records | Sony Music Associated Records |
| ----------------------------- | ----------------------------- | ----------------------------- | ----------------------------- | ----------------------------- | ----------------------------- |
| 1st                           | 2016年2月24日                 | MIKA NAKASHIMA TRIBUTE        | AICL-3066 (CD)                | 32位                          | -                             |
| 1st                           | 2016年2月24日                 | MIKA NAKASHIMA TRIBUTE        | AICL-3064/5 (CD)              | 32位                          | -                             |

#### 企画アルバム
|          | 発売日        | タイトル                 | 規格品番               | チャート | 備考 |
| オリコン | 発売日        | タイトル                 | 規格品番               |          | 備考 |
| -------- | ------------- | ------------------------ | ---------------------- | -------- | ---- |
| 1st      | 2015年3月4日  | RELAXIN'                 | AICL-2826 (CD)         | 18位     |      |
| 1st      | 2015年3月4日  | RELAXIN'                 | AICL-2824/5 (CD+DVD)   | 18位     |      |
| 2nd      | 2016年10月5日 | SONGBOOK『あまのじゃく』 | AICL-3179/80 (CD+書箱) | 21位     |      |
| 3rd      | 2020年12月2日 | WITH                     | AICL-3994 (CD)         | 41位     |      |

### 映像作品
| 発売日         | タイトル                                                             | 規格品番           | チャート | 備考                                                 |
| 発売日         | タイトル                                                             | 規格品番           | オリコン | 備考                                                 |
| -------------- | -------------------------------------------------------------------- | ------------------ | -------- | ---------------------------------------------------- |
| 2002年3月27日  | FILM LOTUS                                                           | AIVL-3051 (VHS)    | -        | 初のミュージック・クリップ集                         |
| 2002年3月27日  | FILM LOTUS                                                           | AIBL-9051 (DVD)    | -        | 初のミュージック・クリップ集                         |
| 2002年12月18日 | KISEKI the document of a star                                        | AIVL-3054 (VHS)    | -        | ドキュメンタリー映像                                 |
| 2002年12月18日 | KISEKI the document of a star                                        | AIBL-9055 (DVD)    | -        | ドキュメンタリー映像                                 |
| 2003年3月5日   | FILM LOTUS II                                                        | AIVL-3053 (VHS)    | -        | ミュージック・クリップ集第2弾                        |
| 2003年3月5日   | FILM LOTUS II                                                        | AIBL-9054 (DVD)    | -        | ミュージック・クリップ集第2弾                        |
| 2003年5月2日   | The First Tour 2003 Live & Document                                  | AIVL-3055 (VHS)    | -        | 初のツアーライブ & ドキュメンタリー映像              |
| 2003年5月2日   | The First Tour 2003 Live & Document                                  | AIBL-9057 (DVD)    | -        | 初のツアーライブ & ドキュメンタリー映像              |
| 2003年12月3日  | FILM LOTUS III                                                       | AIBL-9071 (DVD)    | -        | ミュージック・クリップ集第3弾                        |
| 2004年8月25日  | MIKA NAKASHIMA concert tour 2004 "LØVE" FINAL                        | AIBL-9095 (DVD)    | -        | ライブ映像                                           |
| 2005年3月24日  | FILM LOTUS IV                                                        | AIBL-9105 (DVD)    | -        | ミュージック・クリップ集第4弾                        |
| 2005年3月24日  | FILM LOTUS IV                                                        | AIUL-10001 (UMD)   | -        | ミュージック・クリップ集第4弾                        |
| 2005年11月9日  | MIKA NAKASHIMA LET'S MUSIC TOUR 2005                                 | AIBL-9126 (DVD)    | 4位      | ライブ映像 2006年11月22日Blu-ray Disc発売 (AIXL-1)   |
| 2005年11月30日 | MIKA NAKASHIMA LET'S MUSIC TOUR 2005                                 | AIUL-10005 (UMD)   | 4位      | ライブ映像 2006年11月22日Blu-ray Disc発売 (AIXL-1)   |
| 2005年12月28日 | BEST                                                                 | AIBL-9128 (DVD)    | 7位      | ベストミュージック・クリップ集                       |
| 2006年9月6日   | FILM LOTUS V 〜SOUTHERN COMFORT 2006〜                               | AIBL-9146 (DVD)    | 38位     | ミュージック・クリップ集第5弾 & ドキュメンタリー映像 |
| 2007年8月22日  | FILM LOTUS VI                                                        | AIBL-9158 (DVD)    | 35位     | ミュージック・クリップ集第6弾                        |
| 2007年11月7日  | MIKA NAKASHIMA CONCERT TOUR 2007 YES MY JOY                          | AIBL-9159 (DVD)    | 7位      | ライブ映像                                           |
| 2007年12月5日  | MIKA NAKASHIMA CONCERT TOUR 2007 YES MY JOY                          | AIXL-5 (BD)        | -        | ライブ映像                                           |
| 2009年3月25日  | FILM LOTUS VII                                                       | AIBL-9177 (DVD)    | 75位     | ミュージック・クリップ集第7弾                        |
| 2009年12月2日  | MIKA NAKASHIMA CONCERT TOUR 2009 TRUST OUR VOICE                     | AIBL-9188/9 (2DVD) | 11位     | ライブ映像                                           |
| 2010年8月25日  | MIKA NAKASHIMA CONCERT TOUR 2009 TRUST OUR VOICE                     | AIXL-6 (BD)        | -        | ライブ映像                                           |
| 2012年1月11日  | FILM LOTUS VIII                                                      | AIBL-9229 (DVD)    | 33位     | ミュージック・クリップ集第8弾                        |
| 2012年2月29日  | MIKA NAKASHIMA CONCERT TOUR 2011 THE ONLY STAR                       | AIBL-9222/3 (2DVD) | 17位     | ライブ映像                                           |
| 2012年3月28日  | MIKA NAKASHIMA CONCERT TOUR 2011 THE ONLY STAR                       | AIXL-15 (BD)       | 28位     | ライブ映像                                           |
| 2012年3月28日  | GREATEST LOTUS                                                       | AIBL-9236/7 (2DVD) | 11位     | ミュージックビデオ・ベスト                           |
| 2013年11月27日 | MIKA NAKASHIMA LIVE IS "REAL" 2013 〜THE LETTER あなたに伝えたくて〜 | AIBL-9287/8 (2DVD) | 19位     | ライブ映像                                           |
| 2013年11月27日 | MIKA NAKASHIMA LIVE IS "REAL" 2013 〜THE LETTER あなたに伝えたくて〜 | AIXL-47 (BD)       | 35位     | ライブ映像                                           |
| 2015年9月30日  | MIKA NAKASHIMA CONCERT TOUR 2015 “THE BEST” DEARS & TEARS            | AIBL-9325 (DVD)    | 26位     | ライブ映像                                           |
| 2015年9月30日  | MIKA NAKASHIMA CONCERT TOUR 2015 “THE BEST” DEARS & TEARS            | AIXL-62 (BD)       | 45位     | ライブ映像                                           |
| 2016年6月29日  | FILM LOTUS IX                                                        | AIBL-9363 (DVD)    | 58位     | ミュージック・クリップ集第9弾                        |
| 2016年6月29日  | FILM LOTUS IX                                                        | AIXL-81 (BD)       | 63位     | ミュージック・クリップ集第9弾                        |
| 2018年4月4日   | GREATEST LIVE 〜LIVE SELECTION 2003-2017〜                           | AIBL-9395 (DVD)    | -        | ライブ・ベスト                                       |
| 2018年4月4日   | GREATEST LIVE 〜LIVE SELECTION 2003-2017〜                           | AIXL-89 (BD)       | -        | ライブ・ベスト                                       |
| 2020年3月25日  | MIKA NAKASHIMA PREMIUM LIVE TOUR 2019 IN OSAKA                       | AIBL-9447-8 (DVD)  | -        | ライブ映像                                           |
| 2020年3月25日  | MIKA NAKASHIMA PREMIUM LIVE TOUR 2019 IN OSAKA                       | AIXL-134-5 (BD)    | -        | ライブ映像                                           |

### 作詞
| タイトル                              | 発売日         | 備考                                                                |
| ------------------------------------- | -------------- | ------------------------------------------------------------------- |
| TEARS (粉雪が舞うように…)             | 2001年11月7日  | 楽曲終盤のポエトリーリーディングのみ作詞                            |
| DESTINY'S LOTUS                       | 2002年2月6日   | EXILE ATSUSHIがバックコーラスに参加                                 |
| I                                     | 2002年8月28日  | -                                                                   |
| A MIRACLE FOR YOU                     | 2002年8月28日  | -                                                                   |
| RESISTANCE                            | 2002年11月20日 | 秋元康との共同制作                                                  |
| aroma                                 | 2002年11月20日 | -                                                                   |
| LAST WALTZ                            | 2002年11月20日 | -                                                                   |
| marionette                            | 2003年1月29日  | -                                                                   |
| Love Addict                           | 2003年4月9日   | -                                                                   |
| FIND THE WAY                          | 2003年8月6日   | -                                                                   |
| Venus In The Dark                     | 2003年11月6日  | -                                                                   |
| You send me love                      | 2003年11月6日  | -                                                                   |
| LOVE NO CRY                           | 2003年11月6日  | -                                                                   |
| Be in Silence                         | 2003年11月6日  | -                                                                   |
| SEVEN                                 | 2004年4月7日   | -                                                                   |
| 朧月夜～祈り                          | 2004年10月6日  | 『祈り』パート作詞                                                  |
| 沙羅                                  | 2004年10月6日  | -                                                                   |
| LEGEND                                | 2004年10月20日 | -                                                                   |
| FAKE                                  | 2004年10月20日 | 宮崎歩との共同制作                                                  |
| Carrot & Whip                         | 2004年10月20日 | -                                                                   |
| 蜘蛛の糸                              | 2005年3月9日   | -                                                                   |
| Rocking Horse                         | 2005年3月9日   | mmm.31f.jpとの共同制作                                              |
| Shadows of you                        | 2005年3月9日   | Lori Fineとの共同制作                                               |
| ヘムロック                            | 2005年3月9日   | -                                                                   |
| Fed up                                | 2005年3月9日   | -                                                                   |
| BLACK & BLUE                          | 2006年2月22日  | Lori Fineとの共同制作                                               |
| ALL HANDS TOGETHER                    | 2006年6月7日   | -                                                                   |
| MY SUGAR CAT                          | 2006年7月26日  | -                                                                   |
| BLOWING OUT                           | 2006年12月13日 | 『NANA starring MIKA NAKASHIMA』名義で発売。Lori Fineとの共同制作。 |
| DANCE WITH THE DEVIL                  | 2007年3月14日  | -                                                                   |
| THE DIVING LINE                       | 2007年3月14日  | -                                                                   |
| 汚れた花                              | 2007年3月14日  | -                                                                   |
| IT'S TOO LATE                         | 2007年8月22日  | 宮崎歩との共同制作                                                  |
| conFusiOn                             | 2008年3月12日  | 小竹正人との共同制作                                                |
| I DON'T KNOW                          | 2008年7月23日  | 『MICA 3 CHU』名義で発売。Lori Fineとの共同制作。                   |
| SHUT UP                               | 2008年7月23日  | 『MICA 3 CHU』名義で発売。Lori Fineとの共同制作。                   |
| FOCUS                                 | 2008年11月12日 | -                                                                   |
| MY GENTLEMAN                          | 2008年11月26日 | -                                                                   |
| TRUST YOUR VOICE                      | 2008年11月26日 | -                                                                   |
| GAME                                  | 2009年3月4日   | -                                                                   |
| Over Load                             | 2009年5月13日  | -                                                                   |
| No Answer                             | 2009年5月13日  | -                                                                   |
| CANDY GIRL                            | 2009年9月30日  | -                                                                   |
| SMILEY                                | 2009年9月30日  | -                                                                   |
| BABY BABY BABY                        | 2010年1月20日  | -                                                                   |
| SPIRAL                                | 2010年1月20日  | 宮崎歩との共同制作                                                  |
| LONELY STAR                           | 2010年10月27日 | -                                                                   |
| 16                                    | 2010年10月27日 | -                                                                   |
| LOVE IS ECSTASY                       | 2011年9月14日  | -                                                                   |
| You Knocked Me Out                    | 2011年9月14日  | Lori Fineとの共同制作                                               |
| SUPER WOMAN                           | 2012年9月19日  | -                                                                   |
| 記憶                                  | 2012年12月5日  | 大久保友裕との共同制作                                              |
| PASSION                               | 2013年1月30日  | -                                                                   |
| BE REAL                               | 2013年1月30日  | -                                                                   |
| SUPREME                               | 2013年1月30日  | -                                                                   |
| ピアス                                | 2013年1月30日  | -                                                                   |
| LETTER                                | 2013年1月30日  | -                                                                   |
| MISSING YOU                           | 2013年5月22日  | -                                                                   |
| Fighter                               | 2014年6月4日   | 加藤ミリヤとの共同制作                                              |
| Gift                                  | 2014年6月4日   | 加藤ミリヤとの共同制作                                              |
| Alone                                 | 2016年10月5日  | -                                                                   |
| ビルカゼスイミングスクール feat. SALU | 2016年11月2日  | SALUとの共同制作                                                    |
| Foolish                               | 2017年2月22日  | -                                                                   |
| TOUGH                                 | 2017年3月22日  | -                                                                   |
| indigo                                | 2017年3月22日  | -                                                                   |
| ベストフレンド                        | 2017年3月22日  | -                                                                   |
| 電光石火之間                          | 2019年1月30日  | Francis Leeとの共同制作                                             |

### その他
- 『Radioactive』（2002年3月20日）
Heartsdalesの1stアルバム。「Helpless Game」にゲストボーカルとして参加。
- 『BEFORE THE DAWN』（2003年1月29日）
川口大輔のセルフカバーミニアルバム。「Let's Get Together Now」にゲストボーカルとして参加。
- 『SOUL TREE〜a musical tribute to toshinobu kubota〜』（2004年2月25日）
久保田利伸のトリビュートアルバム。「Missing」をカバー。
- 『T's MUSIC』（2014年3月19日）
童子-Tのコンセプトアルバム。「誰よりも」にゲストボーカルとして参加。アルバム発売1か月前の2014年（平成26年）2月19日に先行配信された。
- 『私とドリカム -DREAMS COME TRUE 25th ANNIVERSARY BEST COVERS-』（2014年3月26日）
DREAMS COME TRUEのトリビュートアルバム。「やさしいキスをして」をカバー。
- 「下駄を鳴らしてセプテンバー」（2014年10月29日）
宮藤官九郎のオールナイトニッポンGOLD（ニッポン放送）のコーナー「宮藤官九郎の一行から始める作詞講座」で企画されたラブ地涼とデュエットソング。デジタルダウンロード配信限定楽曲。
- 「愛の歌」（2015年9月25日）
TBS系ドラマ『表参道高校合唱部!』挿入歌。デジタルダウンロード配信楽曲。後に、2015年（平成27年）10月28日にリリースされたCDシングル「花束」にカップリング曲として収録される。
- 『しまじろうの おやこでうたおう こどものうた』（2015年11月25日）
「歌い継いでほしい曲」として、2004年（平成16年）にリリースされた「朧月夜〜祈り」が収録された。
- 『Good Morning』（2016年4月20日）
SALUの5thアルバム。「ビルカゼスイミングスクール feat. 中島美嘉」にゲストボーカルとして参加。
- 『Happy Life』（2017年5月12日）
小林武史プロデュースの東京メトロ Find my tokyo. CM曲 「Happy Life｣に中島美嘉 x Salyuとして参加。デジタル配信限定楽曲。
- 『閃光少女 OST概念音楽計劃』（2017年7月21日）
「電光石火之間」にゲストボーカルとして参加。中国映画「閃光少女」のイメージソング。中国語ソング。
- 『KISS OF DEATH（Produced by HYDE）』（2018年1月20日）
アニメ「ダーリン・イン・ザ・フランキス」のオープニング主題歌として、およそ12年振りにhydeによって書き下ろされた楽曲。
- 『THE STREET SLIDERS ”On The Street Again -Tribute & Origin-“」ストリート・スライダーズ  のデビュー40周年記念トリビュート盤（Disk1）収録曲「マスターベーション」をカバー。（2023年3月22日）

## タイアップ
| 楽曲                                  | タイアップ                                                                                              |
| ------------------------------------- | --- |
| STARS                                 | 関西テレビ・フジテレビ系ドラマ『傷だらけのラブソング』主題歌                                            |
| CRESCENT MOON                         | 関西テレビ・フジテレビ系ドラマ『傷だらけのラブソング』最終話エンディングテーマ                          |
| CRESCENT MOON                         | 日本テレビ系『AX MUSIC-FACTORY』AX POWER PLAY #063                                                      |
| CRESCENT MOON                         | 日本テレビ系『THE独占サンデー』イメージソング                                                           |
| DESTINY'S LOTUS                       | 日本テレビ系『AX MUSIC-FACTORY』AX POWER PLAY #064                                                      |
| AMAZING GRACE                         | 関西テレビ・フジテレビ系ドラマ『傷だらけのラブソング』第1話劇中歌                                       |
| ONE SURVIVE                           | コダック「MAX beauty」CMソング                                                                          |
| TRUE EYES                             | ロート製薬「ロートジーファイ」CMソング                                                                  |
| Helpless Rain                         | ラ・パルレCMソング                                                                                      |
| WILL                                  | 関西テレビ・フジテレビ系ドラマ『天体観測』主題歌                                                        |
| HEAVEN ON EARTH                       | カネボウ「KATE」CMソング                                                                                |
| RESISTANCE                            | 明治製菓「ボーダ」CMソング                                                                              |
| RESISTANCE                            | フジテレビ系ドラマ『翼の折れた天使たち』主題歌                                                          |
| Love Addict                           | カネボウ「KATE」CMソング                                                                                |
| FIND THE WAY                          | 毎日放送・TBS系アニメ『機動戦士ガンダムSEED』エンディングテーマ                                         |
| FIND THE WAY                          | OVA『機動戦士ガンダムSEED スペシャルエディション完結編 鳴動の宇宙』主題歌                               |
| 雪の華                                | 明治製菓「ボーダ」「ガルボ」CMソング                                                                    |
| 雪の華                                | ワーナーブラザース配給映画『雪の華』主題歌                                                              |
| Venus in The Dark                     | カネボウ「KATE」CMソング                                                                                |
| LOVE NO CRY                           | 日本テレビ系『スポーツMAX』エンディングテーマ                                                           |
| 朧月夜〜祈り                          | 日本コカ・コーラ「爽健美茶」CMソング                                                                    |
| LEGEND（Main）                        | ソニー「MD Walkman」CMソング                                                                            |
| FAKE                                  | カネボウ「KATE」CMソング                                                                                |
| Carrot & Whip                         | 明治製菓「リッチフラン」CMソング                                                                        |
| 蜘蛛の糸                              | カネボウ「KATE」CMソング                                                                                |
| Rocking Horse                         | フジテレビ系ドラマ『ディビジョン1・正三角形の定義』主題歌                                               |
| ひとり                                | スクウェア・エニックス社ゲーム『ドラッグオンドラグーン2 封印の紅、背徳の黒』主題歌                      |
| GLAMOROUS SKY                         | 東宝配給映画『NANA』主題歌                                                                              |
| MY MEDICINE                           | 東宝配給映画『NANA』劇中歌                                                                              |
| BLOOD                                 | カネボウ「KATE」CMソング                                                                                |
| ISOLATION                             | カネボウ「KATE」CMソング                                                                                |
| AMAZING GRACE（'05）                  | サントリー「スパークリングワイン フレシネ」CMソング                                                     |
| CRY NO MORE                           | 毎日放送・TBS系アニメ『BLOOD+』エンディングテーマ                                                       |
| BLACK & BLUE                          | カネボウ「KATE」CMソング                                                                                |
| MY SUGAR CAT                          | カネボウ「KATE」CMソング                                                                                |
| 一色                                  | 東宝配給映画『NANA2』主題歌                                                                             |
| EYES FOR THE MOON                     | 東宝配給映画『NANA2』劇中歌                                                                             |
| MY WAY                                | 東宝配給映画『NANA2』劇中歌                                                                             |
| 見えない星                            | 日本テレビ系ドラマ『ハケンの品格』主題歌                                                                |
| I LOVE YOU                            | ダイハツ 「Tanto CUSTOM」 CMソング                                                                      |
| 素直なまま                            | NTTドコモ「春のキャンペーン『桜の約束』篇」CMソング                                                     |
| JOY                                   | フジテレビ系ドラマ『翼の折れた天使たち（2007年版）』挿入歌                                              |
| THE DIVIDING LINE                     | フジテレビ系ドラマ『翼の折れた天使たち（2007年版）』挿入歌                                              |
| 汚れた花                              | フジテレビ系ドラマ『翼の折れた天使たち（2007年版）』挿入歌                                              |
| LIFE                                  | フジテレビ系ドラマ『ライフ』主題歌                                                                      |
| IT'S TOO LATE                         | カネボウ「KATE」CMソング                                                                                |
| 永遠の詩                              | 角川配給映画『サウスバウンド』主題歌                                                                    |
| SAKURA〜花霞〜                        | パナソニック「カード愛情サイズ おまかせキレイ篇」CMソング                                               |
| conFusiOn                             | カネボウ「KATE」CMソング                                                                                |
| I DON'T KNOW                          | カネボウ「KATE」CMソング                                                                                |
| ORION                                 | TBS系ドラマ『流星の絆』挿入歌                                                                           |
| FOCUS                                 | キヤノン「IXY DIGITAL 920IS」CMソング                                                                   |
| あなたがいるから                      | ケータイ小説サイト「魔法のiらんど」タイアップソング                                                     |
| GAME                                  | カネボウ「KATE」CMソング                                                                                |
| Over Road                             | ユニリーバ・ジャパン「リプトン リモーネ」CMソング                                                       |
| CANDY GIRL                            | ファッションブランド「SLY」コラボレーションソング                                                       |
| SMILEY                                | ファッションブランド「SLY」コラボレーションソング                                                       |
| 流れ星                                | ハウスメイトCMソング                                                                                    |
| Memory（feat.DAISHI DANCE）           | カネボウ「KATE」CMソング                                                                                |
| ALWAYS                                | アスミック・エースエンタテインメント配給映画『サヨナライツカ』主題歌                                    |
| BABY BABY BABY                        | ロッテ「ガーナ ミルクチョコレート」CMソング                                                             |
| SPIRAL                                | カネボウ「KATE」CMソング                                                                                |
| 一番綺麗な私を                        | TBS系ドラマ『うぬぼれ刑事』挿入歌                                                                       |
| SONG FOR A WISH                       | TBS系『森のラブレターII』テーマソング                                                                   |
| Dear                                  | 松竹配給映画『八日目の蝉』主題歌                                                                        |
| A MIRACLE FOR YOU <2011>              | CASIO「SHEEN」CMソング                                                                                  |
| LOVE IS ECSTASY                       | 東宝配給映画『アンフェア the answer』主題歌                                                             |
| 明日世界が終わるなら                  | ソニー・ピクチャーズエンタテインメント配給映画『バイオハザードV リトリビューション』日本語吹替版主題歌  |
| 初恋                                  | 東宝配給映画『今日、恋をはじめます』テーマソング                                                        |
| 記憶                                  | CASIO「SHEEN」CMソング                                                                                  |
| エピローグ                            | BSジャパン『GRACE OF JAPAN〜自然の中の神々〜』エンディングテーマ                                        |
| 愛詞（あいことば）                    | 毎日放送・TBS系アニメ『宇宙戦艦ヤマト2199』エンディングテーマ                                           |
| 桜色舞うころ -natural edition-        | かんぽ生命CMソング                                                                                      |
| Fighter                               | ソニー・ピクチャーズエンタテインメント配給映画『アメイジング・スパイダーマン2』日本語吹替版テーマソング |
| Gift                                  | TBS系『CDTV』オープニングテーマ                                                                         |
| 花束                                  | フジテレビ系ドラマ『オトナ女子』主題歌                                                                  |
| 愛の歌                                | TBS系ドラマ『表参道高校合唱部!』挿入歌                                                                  |
| Forget Me Not                         | 東宝配給映画『ボクの妻と結婚してください。』主題歌                                                      |
| ビルカゼスイミングスクール feat. SALU | スマホアクションRPG「追憶の青」イメージソング                                                           |
| 恋をする                              | DHC「F1スキンケア」CMソング                                                                             |
| indigo                                | NHK岡山放送局・NHK BSプレミアムドラマ『インディゴの恋人』主題歌                                         |
| Alone                                 | 読売テレビ・日本テレビ系ドラマ『愛を乞うひと』主題歌                                                    |
| Happy life                            | 東京メトロCM「Find my Tokyo.」「浦安_もう1つのテーマパーク」篇CMソング                                  |
| KISS OF DEATH (Produced by HYDE)      | テレビアニメ『ダーリン・イン・ザ・フランキス』オープニングテーマ                                        |
| 彩恋 〜SAI_REN〜                      | フジテレビ系ドラマ『黄昏流星群 〜人生折り返し、恋をした〜』挿入歌                                       |
| イノサン Rouge                        | 舞台『イノサンmusical』主題歌                                                                           |
| 無垢なるもの                          | 舞台『イノサンmusical』劇中歌                                                                           |
| SYMPHONIA                             | スマートフォンゲーム「takt op. 運命は真紅き旋律の街を」主題歌                                           |
| SYMPHONIA                             | テレビアニメ『takt op. Destiny』エンディングテーマ                                                      |
| 知りたいこと、知りたくないこと        | テレビ朝日系ドラマ『漂着者』挿入歌                                                                      |
| Wish                                  | テレビアニメ『ベルセルク 黄金時代篇 MEMORIAL EDITION』エンディングテーマ                                |
| Beyond                                | テレビアニメ『魔道祖師 完結編』日本語吹替版オープニングテーマ                                           |
| 望郷                                  | バンダイナムコフィルムワークス・松竹配給映画『機動戦士ガンダムSEED FREEDOM』挿入歌                      |
| MISSION                               | 読売テレビ・日本テレビ系アニメ『め組の大吾 救国のオレンジ』エンディングテーマ                           |
| UNFAIR                                | テレビアニメ『デリコズ・ナーサリー』オープニングテーマ                                                  |

## 出演

### テレビドラマ
- 傷だらけのラブソング（2001年9月 - 12月、関西テレビ） - 島崎未来 役
- 私立探偵 濱マイク（2002年7月 - 9月、読売テレビ） - 濱茜 役
- 生放送はとまらない!（2003年10月10日、テレビ朝日） - 本人 役
- 流星の絆（2008年10月 - 12月、TBS） - サギ 役（特別出演、第2話より）
- うぬぼれ刑事（2010年7月 - 9月、TBS） - 日暮（冴木）里恵 役
- 表参道高校合唱部! 第8話（2015年9月11日、TBS） - 神島カナ 役[52]
- 時効警察はじめました 第4話 （2019年11月8日、テレビ朝日） - 折原千香子 役

### ネットドラマ
- FOLLOWERS（2020年、Netflix） - sayo 役[53]

### 映画
- 偶然にも最悪な少年（2003年、東映） - 佐々木由美 役
- NANA（2005年、東宝） - 主演・大崎ナナ 役
- ワイルドスピードX3 TOKYO DRIFT（2006年、UIP） - カメオ出演（自身のアルバムの街頭広告として）
- NANA2（2006年、東宝） - 主演・大崎ナナ 役
- バイオハザードIV アフターライフ（2010年、ソニー・ピクチャーズ・エンタテインメント） - J Pop Girl （日本での第1感染者） 役
- バイオハザードV リトリビューション（2012年、ソニー・ピクチャーズ・エンタテインメント） - J Pop Girl アンデッド 役[54]
- サンブンノイチ（2014年、角川書店） - 茉莉亜 役
- ワイルド・スピード SKY MISSION（2015年、UIP） - カメオ出演（自身のアルバムの街頭広告として）

### ドキュメンタリー
- 情熱大陸（2004年4月6日、毎日放送）
- 森のラブレター（2010年1月9日、TBS）

### ラジオ
- アーティスト・プロデュース・スーパー・エディション（JFNC、2003年11月、2007年3月、2013年2月、2017年2月、2020年12月）
- WEBラジオ「中島美嘉のやればできるもん！」（2014年 - 、）毎週火曜日21時更新（アーカイブは中島美嘉mobileでのみ聴取可能）

### 吹き替え
- 怪盗グルーシリーズ（東宝東和） - ルーシー・ワイルド 役
  - 怪盗グルーのミニオン危機一発（2013年）
  - 怪盗グルーのミニオン大脱走（2017年）
  - 怪盗グルーのミニオン超変身（2024年）[55]

### オーディオドラマ
- BATMAN 葬られた真実（2022年、Spotify） - バーバラ・ゴードン 役[56]

### 舞台
- イノサンmusicale（2019年11月29日 - 12月10日、ヒューリックホール東京） - 主演・マリー＝ジョセフ・サンソン 役

### CM
- 日立製作所 DVD-RAM（「大変な引越し」編、1999年） - モデル時代に出演。
- 任天堂「マジカルバケーション」（2001年）
- ロート製薬「ロートZi:φ」（2002年）
- コダック「コダック マックス ビューティー」（2002年）
- 小学館「PS」（2002年）
- カネボウ化粧品「KATE」（2002年 - 2010年）
- 明治製菓「ボーダ」（2002年）
- 明治製菓「ボーダ」「ガルボ」（2003年）
- 明治製菓「フラン ノワール」「フラン デュオ」（2004年）
- 日本コカ・コーラ「爽健美茶」（2004年）
- ソニー「Hi-MDウォークマン」（2004年）
- 明治製菓「リッチフラン」（2004年）
- ソニー「MDウォークマン MZ-E630」（2004年）
- サントリー「フレシネ」（2005年）
- ホワイトバンド・プロジェクト「ほっとけない世界のまずしさキャンペーン」（2005年）
- ユニリーバ・ジャパン「リプトン リモーネ」（2009年）
- CASIO「SHEEN」（2010年 - 2013年）

### NHK紅白歌合戦出場歴
- 曲名の後の（○回目）は紅白で披露された回数を表す。
- 出演順は「出演順/出場者数」を表す。

| 年度/放送回               | 回 | 曲目           | 出演順 | 対戦相手     | 備考               |
| ------------------------- | -- | -------------- | ------ | ------------ | ------------------ |
| 2002年（平成14年）/第53回 | 初 | WILL           | 22/27  | SMAP         |                    |
| 2003年（平成15年）/第54回 | 2  | 雪の華         | 23/30  | ゴスペラーズ |                    |
| 2004年（平成16年）/第55回 | 3  | 朧月夜〜祈り   | 23/28  | さだまさし   |                    |
| 2005年（平成17年）/第56回 | 4  | 雪の華 (2回目) | 28/29  | 北島三郎     | トリ前             |
| 2006年（平成18年）/第57回 | 5  | 一色           | 17/27  | TOKIO        |                    |
| 2007年（平成19年）/第58回 | 6  | LIFE           | 23/27  | コブクロ     |                    |
| 2008年（平成20年）/第59回 | 7  | ORION          | 23/26  | Mr.Children  |                    |
| 2009年（平成21年）/第60回 | 8  | 流れ星         | 18/25  | ゆず         |                    |
| 2012年（平成24年）/第63回 | 9  | 初恋           | 03/25  | AAA          | 初めて前半戦で歌唱 |

## コンサート
- 「Mika Nakashima First Premium Live 2002」
- 「Mika Nakashima The First Tour 2003」
- 「MIKA NAKASHIMA concert tour 2004“LOVE”」
- 「ビューティフルライブ2004」
- 「MIKA NAKASHIMA LET’S MUSIC TOUR 2005」
- 「MIKA NAKASHIMA CONCERT TOUR 2007 YES MY JOY」
- 「MIKA NAKASHIMA CONCERT TOUR 2009 TRUST OUR VOICE」
- 「MIKA NAKASHIMA 10TH ANNIVERSARY BEST LIVE」 ※全公演中止
- 「MIKA NAKASHIMA CONCERT TOUR 2011 THE ONLY STAR」
- 「MIKA NAKASHIMA LIVE IS "REAL" 2013 〜THE LETTER あなたに伝えたくて〜」
- 「MIKA NAKASHIMA CONCERT TOUR 2015 “THE BEST” 〜DEARS & TEARS〜」
- 「THE ACOUSTIC 2016 〜MIKA NAKASHIMA 1st Premium Tour〜」
- 「MIKA RANMARU TOUR 2016」
- 「MIKA NAKASHIMA 15TH ANNIVERSARY BEST LIVE IN TAIPEI」
- 「中島美嘉 プレミアム ライブツアー 2017」
- 「Live 4 LIVE 尖叫现场·中岛美嘉2017中国巡演」（杭州黄龍体育館、深圳羅湖体育館）
- 「MIKA NAKASHIMA FULL COURSE TOUR 2017 〜YOU WON'T LOSE〜」
- 「中島美嘉 プレミアム ライブツアー 2018」
- 「Mika Nakashima Premium Dining Live 2018 ～Portrait Land～」
- 「MIKA RANMARU TOUR 2019」（開催予定）
- 「Mika Nakashima Premium Tour 2019」（開催予定）

## 書籍
- 「Dio」 （2003年1月、ワニブックス） - 愛猫の名をタイトルにつけたフォトエッセイ
- 「Love fills all」 （2004年7月、ワニブックス） - 写真集
- 「写真童話集」（2007年6月、ワニブックス） - 本人が原案した童話の登場人物を演じている様子が写真集になっている